# Melanoplus missoulae
Melanoplus missoulae är en insektsart som beskrevs av Morgan Hebard 1936. Melanoplus missoulae ingår i släktet Melanoplus och familjen gräshoppor. Inga underarter finns listade i Catalogue of Life.